# Sierra de Cádiz
La Sierra de Cádiz es una de las seis comarcas en las que se divide la provincia de Cádiz, coincidiendo gran parte de su extensión con el sistema montañoso conocido como Serranía de Ronda. Está formada por los municipios de Alcalá del Valle, Algar, Algodonales, Arcos de la Frontera, Benaocaz, Bornos, El Bosque, El Gastor, Espera, Grazalema, Olvera, Prado del Rey, Puerto Serrano, Setenil de las Bodegas, Torre Alháquime, Ubrique, Villaluenga del Rosario, Villamartín y Zahara de la Sierra. Limita con las siguientes comarcas administrativas: Campiña de Jerez, Serranía de Ronda, Comarca del Guadalteba, Bajo Guadalquivir y Sierra Sur de Sevilla.

## Municipios
Los municipios que forman la comarca son:
| Escudo          | Nombre                  | Población (2022) | Superficie (km²) | Densidad (hab./km²) |
| --------------- | ----------------------- | ---------------- | ---------------- | ------------------- |
|                 | Alcalá del Valle        | 4982             | 46,89            | 106,2               |
|                 | Algar                   | 1433             | 26,60            | 53,8                |
|                 | Algodonales             | 5504             | 134,16           | 41                  |
|                 | Arcos de la Frontera    | 30 953           | 526,81           | 58,7                |
|                 | Benaocaz                | 695              | 69,39            | 10                  |
|                 | Bornos                  | 7607             | 54,31            | 140,1               |
|                 | El Bosque               | 2209             | 30,75            | 71,8                |
|                 | Espera                  | 3820             | 123,44           | 30,9                |
|                 | El Gastor               | 1699             | 27,55            | 61,6                |
|                 | Grazalema               | 2005             | 122,41           | 16,3                |
|                 | Olvera                  | 7974             | 193,57           | 41,2                |
|                 | Prado del Rey           | 5647             | 48,58            | 116,2               |
|                 | Puerto Serrano          | 6971             | 79,85            | 87,3                |
|                 | Setenil de las Bodegas  | 2675             | 82,15            | 32,5                |
|                 | Torre Alháquime         | 803              | 17,36            | 46,2                |
|                 | Ubrique                 | 16 383           | 69,75            | 234,8               |
|                 | Villaluenga del Rosario | 462              | 59,46            | 7,7                 |
|                 | Villamartín             | 12 095           | 210,3            | 57,5                |
|                 | Zahara de la Sierra     | 1371             | 72,48            | 18,9                |
| Sierra de Cádiz | Sierra de Cádiz         | 115 288          | 1995,81          | 57,7                |

## Historia
El territorio de la Sierra de Cádiz estaba repartido entre los antiguos reino de Sevilla y de Granada. Tras la conquista cristiana, gran parte del mismo estuvo, durante varios siglos, bajo la jurisdicción señorial de la casa de Arcos, linaje titular del ducado de Arcos de la Frontera.

## Organización de sus municipios
La Mancomunidad de Municipios de la Sierra de Cádiz, con sede en Villamartín, presta servicios a los 19 municipios que conforman esta comarca. En esta ciudad se ubica también la sede del Distrito Sanitario de la Sierra y el Hospital Comarcal Virgen de las Montañas, de carácter concertado. El Centro de Profesores de la Sierra de Cádiz, con sede en Villamartín, se encarga de la formación permanente del profesorado de todos los niveles educativos de la comarca.
Según el Plan de Organización Territorial de Andalucía, se considera a Arcos de la Frontera y Ubrique ciudades medias 2, y a Olvera y Villamartín como ciudades pequeñas 2. Existiendo un eje de primer orden en importancia entre Jerez de la Frontera, Arcos de la Frontera, Bornos, Villamartín, Algodonales, Olvera y Antequera.
La seguridad de la Sierra de Cádiz, a cargo de la Guardia Civil, se coordina por la Compañía de Villamartín. En la Sierra, existen dos partidos judiciales, el n.º 2, con sede en Arcos de la Frontera, que abarca las poblaciones de Alcalá del Valle, Algar, Algodonales, Arcos de la Frontera, Bornos, Espera, El Gastor, Olvera, Puerto Serrano, Setenil de las Bodegas, Torre Alháquime y Villamartín y el n.º 14, con sede en Ubrique, que abarca las poblaciones de Benaocaz, El Bosque, Grazalema, Prado del Rey, Ubrique, Villaluenga del Rosario y Zahara de la Sierra.
Históricamente, los partidos judiciales se han encontrado en Arcos de la Frontera, Olvera y Grazalema.

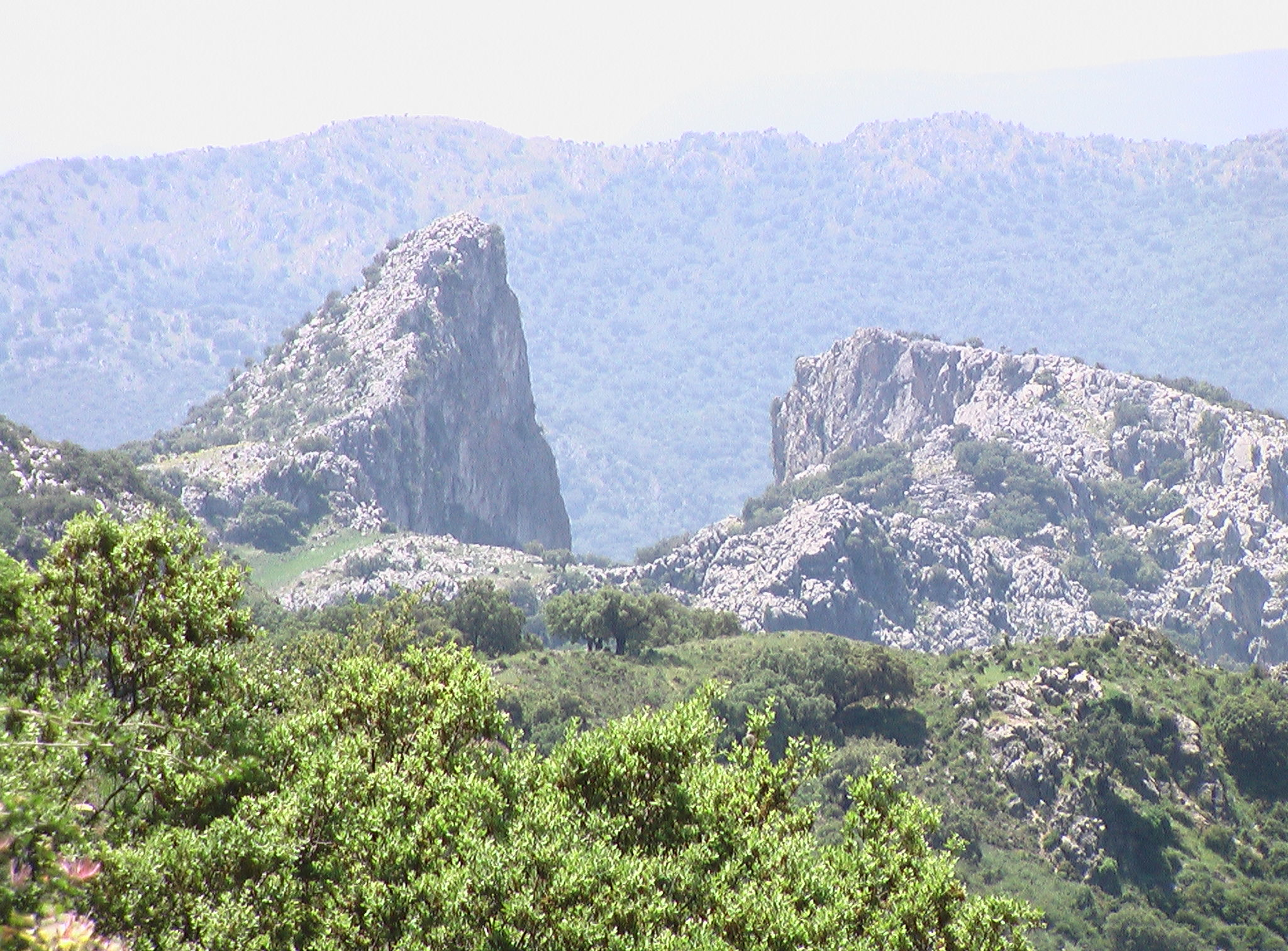
Salto del cabrero.

## Economía
La economía de la zona se basa en agricultura y ganadería, apoyada por el turismo rural. La industria queda en un segundo plano, a excepción de las ciudades de Olvera, Arcos de la Frontera y Ubrique.
Olvera destaca por la industria del sector agroalimentario, teniendo la empresa con mayor facturación de toda la Sierra, la cooperativa agrícola Los Remedios-PICASAT, dedicada a la fabricación de piensos y aceite de oliva. En este sentido, Olvera tiene una denominación de origen protegida con un consejo regulador.
Arcos de la Frontera destaca por un potente sector terciario y por las nuevas inversiones en proyectos de generación de energías verdes.
Ubrique destaca por la industria manufacturera de la piel, ostentando una reputación internacional.

## Véase también

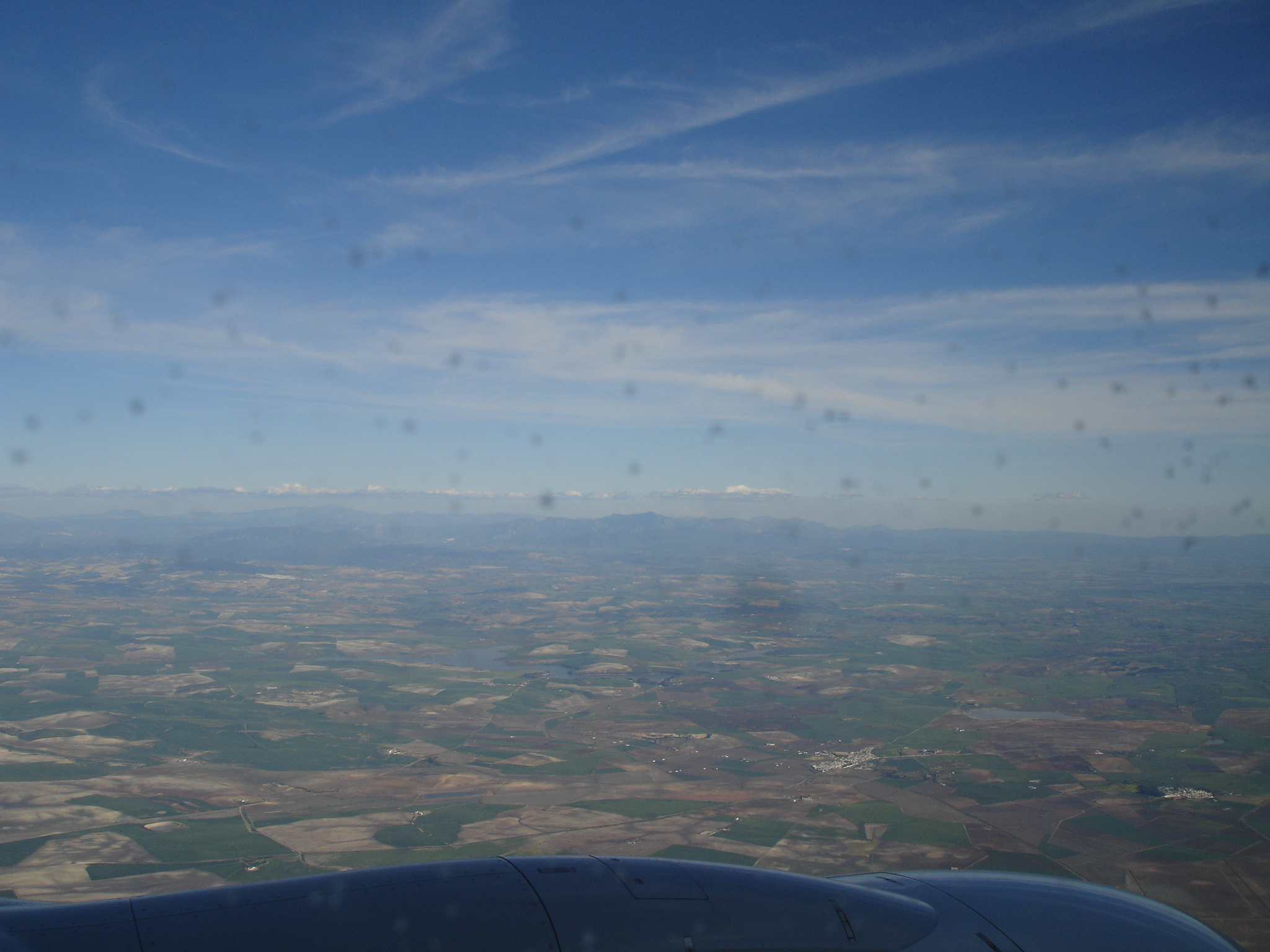
Sierra de Cádiz al aterrizar en el aeropuerto de Jerez.